# Pescennina otti
Espèce
Pescennina otti est une espèce d'araignées aranéomorphes de la famille des Oonopidae.

## Distribution
Cette espèce est endémique du Rio Grande do Sul au Brésil,. Elle se rencontre à Maquiné.

## Description
La femelle holotype mesure 1,60 mm.

## Étymologie
Cette espèce est nommée en l'honneur de Ricardo Ott.

## Publication originale
- Platnick & Dupérré, 2011 : The goblin spider genus Pescennina (Araneae, Oonopidae). American Museum novitates, no 3716, p. 1-64 (texte intégral).